# Meigenia atrata
Meigenia atrata là một loài ruồi trong họ Tachinidae.